# J.Mallenahalli, Tiptur
J.Mallenahalli là một làng thuộc tehsil Tiptur, huyện Tumkur, bang Karnataka, Ấn Độ.